# Aureliano Milani

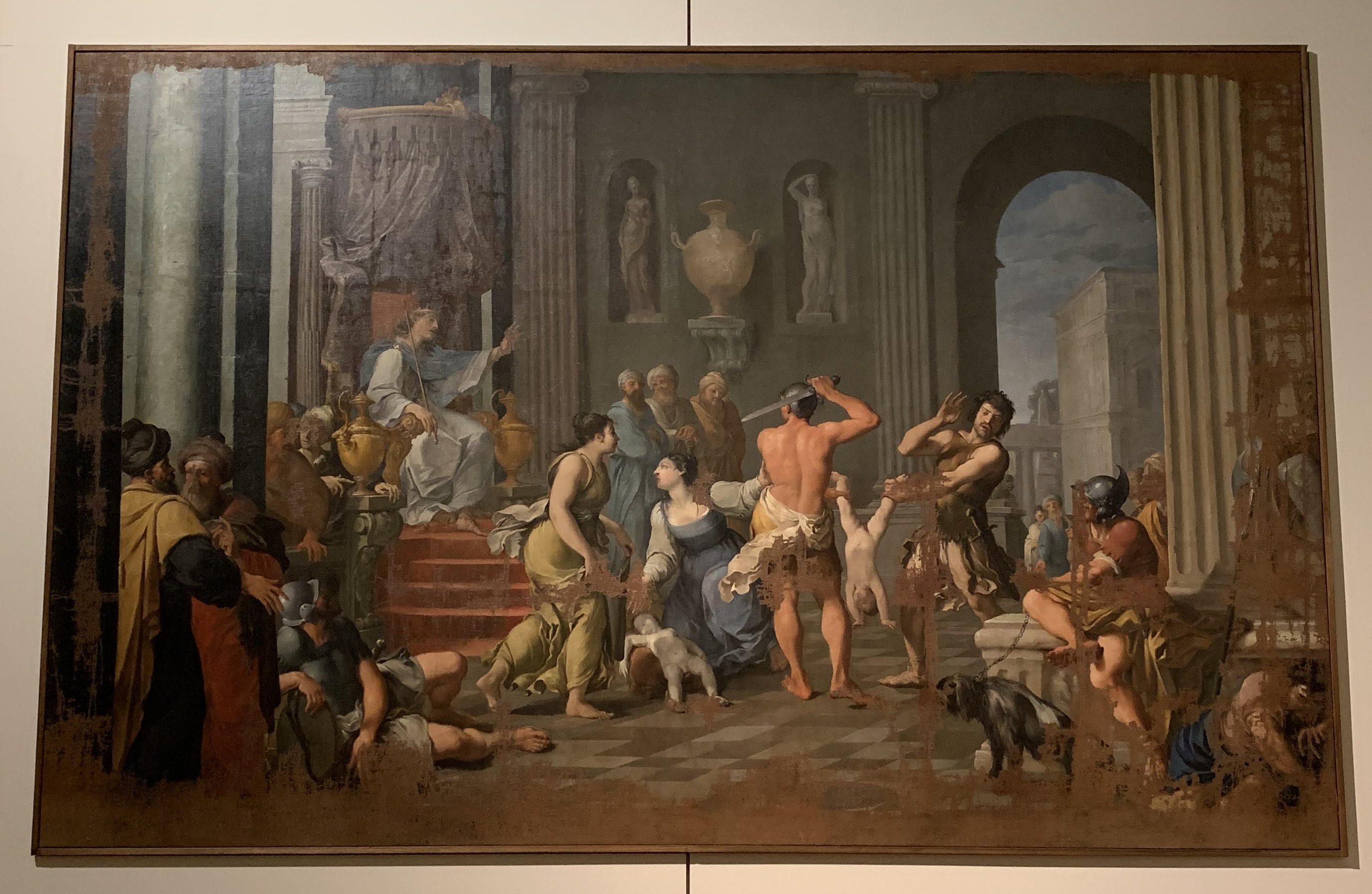
Giudizio di Salomone di Aureliano Milani

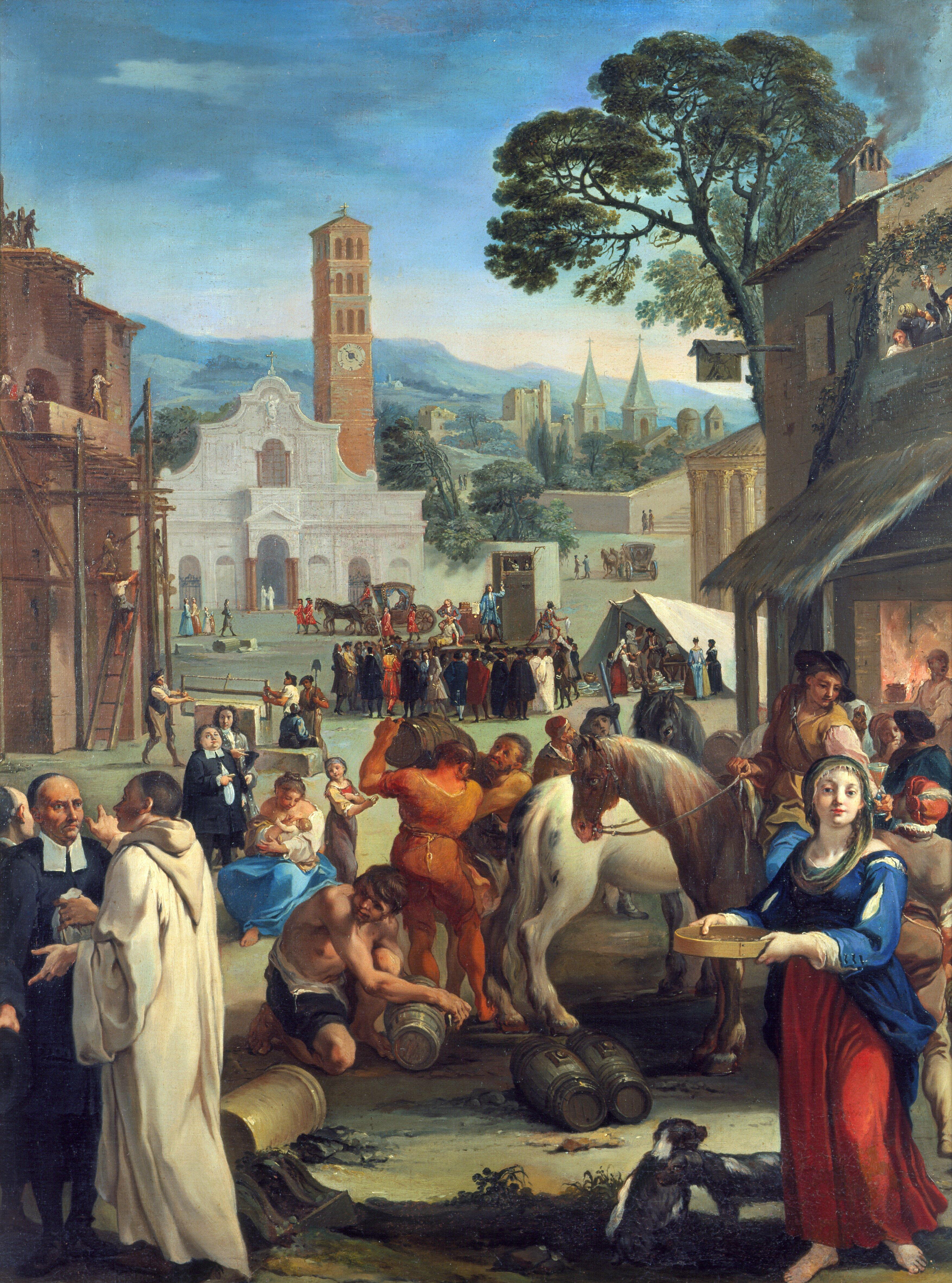
Aureliano Milani, Il mercato

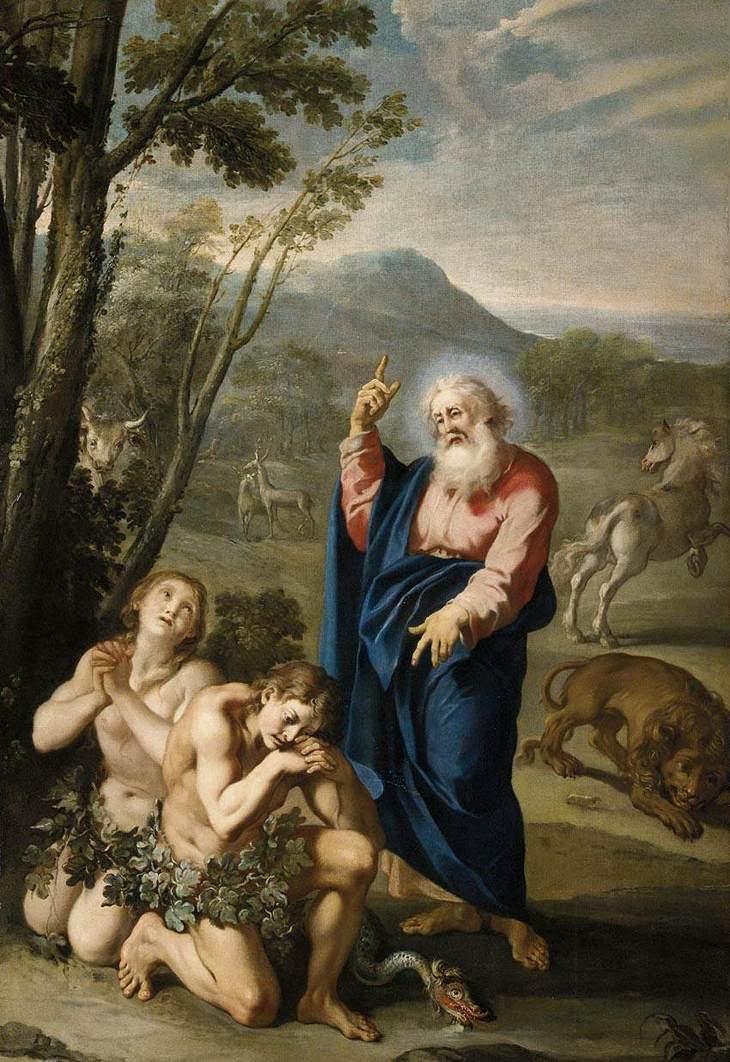
Aureliano Milani, Cacciata dal Paradiso terrestre

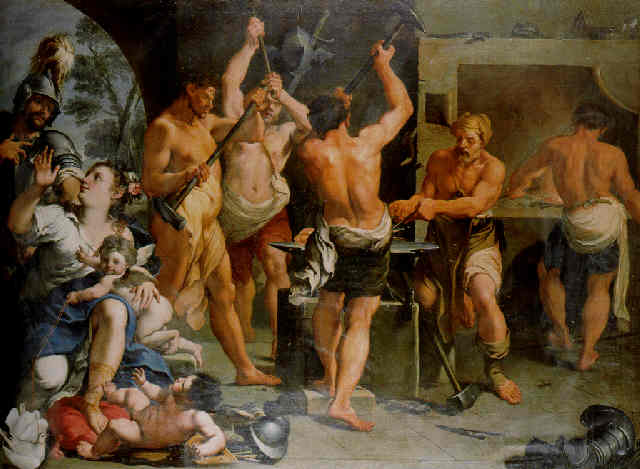
Aureliano Milani, Venere e Marte nella fucina di Vulcano

Aureliano Milani (Bologna, 1675 – Roma, 1749) è stato un pittore, disegnatore e incisore italiano.

## Biografia
Di famiglia povera, studiò all'inizio presso lo zio paterno, Giulio Cesare Milani, poi proseguì presso gli artisti bolognesi Lorenzo Pasinelli (1629-1700) e Cesare Gennari (1637-1688), sviluppando un personale manierismo. Il suo istinto lo allontanava al tardo barocco e lo portava a riscoprire lo stile possente dei Carracci. Ne studiava le opere, sia quelle in casa del conte Alessandro Fava, che lo proteggeva, sia quelle presenti a Bologna nelle collezioni di palazzo Magnani. Fece una copia ad olio del quadro di Annibale Carracci La Resurrezione e dalla stessa pittura trasse alcuni disegni di particolari.
Il padre servita Giambattista Bernardi, un altro suo mecenate, gli affidò la decorazione della facciata del Convento dei Serviti. Per il padre Giambattista Berardi Milani dipinse la sua prima opera: La strage di Santa Orsola e delle sue consorelle, poi una Resurrezione, nello stile di Annibale Carracci e affrescò il dormitorio del convento della Santissima Annunziata, presso la Basilica di Santa Maria dei Servi. 
La sua fama si diffondeva e il duca di Parma gli commissionò alcune tele. Milani aveva letto Virgilio e in particolare era rimasto folgorato dall'episodio del duello tra Enea e Turno, episodio che tornava nei suoi dipinti e nei suoi disegni.

### Trasferimento a Roma
A 24 anni Aureliano Milani si sposò ed ebbe molti figli. Per sostenere la numerosa famiglia si trasferì a Roma nel 1718 e vi rimase molti anni. Il cardinale Camillo Paolucci gli commissionò pitture ad affresco, per la chiesa di San Pancrazio, ad Albano. Milani dipinse pale d'altare per la chiesa dei Bergamaschi e per la basilica di San Giovanni e Paolo al Celio (titolo cardinalizio del cardinale Camillo Paolucci) e per l'abside della chiesa della Maddalena. San Pellegrino Laziosi risanato dal Redentore (1725), la Guarigione di un fanciullo cieco e il Miracolo della Madonna del fuoco sono nella cappella di San Pellegrino Laziosi della chiesa di San Marcello al Corso.
Affrescò la Galleria di Palazzo Doria Pamphili.
Disegnava molto, in particolare con la tecnica a gessetto nero con rialzi a matita bianca. Ha inciso su rame.

## Alcune opere
- San Giovanni Battista, nella chiesa dei Bergamaschi, a Roma.
- San Gerolamo e il beato Napoleone Ghisilieri.
- La Deposizione e La cattura di Cristo, nella chiesa parrocchiale di Concordia sulla Secchia.
- Giudizio di Salomone, nel presbiterio della Cappella Ducale di Palazzo Farnese (Piacenza).
- Svenimento di Ester, nel presbitero della Cappella Ducale di Palazzo Farnese (Piacenza).